# César Mendoza (voetballer)
César Augusto Negrete Mendoza (Montería (Colombia), 2 augustus 1977) is een Colombiaans-Nederlands voormalig profvoetballer die als verdediger speelt.
Mendoza begon bij vv Vreeswijk en DWS en hij speelde in het seizoen 1998/1999 in totaal drie wedstrijden voor FC Volendam. Na stage gelopen te hebben bij Atlético Junior in Colombia tekende hij in 1999/2000 bij Querétaro FC dat uitkwam in de tweede divisie in Mexico. Na een seizoen tekende Mendoza bij Envigado FC dat uit komt in de hoogste divisie in Colombia en daarna speelde hij voor Deportes Quindío. In 2002 keerde Mendoza terug naar Nederland waar hij drie seizoenen uitkwam voor Hoofdklasser vv IJsselmeervogels. Daarna kwam hij uit voor FC Lisse en in 2006 ging hij voor SV Geinoord spelen. In 2007 ging hij naar het eerste zaterdagteam van UVV.